# Воверис, Виктор Павлович
Вове́рис Ви́ктор Па́влович (13 февраля 1914, Санкт-Петербург, Российская империя – 11 июля 1996, Санкт-Петербург, Россия) — инженер, кораблестроитель, Главный конструктор Севмашпредприятия, лауреат Государственной премии СССР.

## Биография

### Ранние годы. Молодость
В. П. Воверис родился 13 февраля 1914 года в Санкт-Петербурге и был младшим сыном в семье рабочего-сапожника и домохозяйки.
Национальность – русский. Фамилия Воверис имеет литовские корни, однако в семье общались только по-русски. Сам В. П. Воверис литовским языком не владел.
У Виктора было три сестры и два брата.
В 1920-е годы семья Воверис переехала жить в Ростов-на-Дону, где отец устроился работать на обувную фабрику. В 1930-е годы один из старших братьев В. П. Вовериса стал директором этой фабрики.
В 1936 году В. П. Воверис вернулся в Ленинград и поступил на кораблестроительный факультет Ленинградского кораблестроительного института. В этом же году скончался его отец.
После успешного окончания ЛКИ в начале 1941 года В. П. Воверис был направлен на работу на завод № 402 Народного комиссариата судостроительной промышленности СССР в г. Молотовск.
В составе группы молодых специалистов из 16 человек – выпускников ЛКИ 1941 года, прибывших в г. Молотовск вместе с В. П. Воверисом в начале февраля 1941 года, были инженеры, ставшие впоследствии костяком так называемой «команды Егорова».
В эту «команду», кроме самого В. П. Вовериса входили С. В. Слесаревич (будущий Герой Социалистического Труда и многолетний главный технолог Севмашпредприятия), И. Л. Камай (будущий начальник стапельно-сдаточного производства, Лауреат Ленинской премии, Почётный гражданин Северодвинска), П. В. Гололобов  (будущий начальник цеха №42 в период строительства первой АПЛ, первый начальник отдела №3 – отдела строителей АПЛ и Лауреат Ленинской премии), О. Н. Сафотеров (будущий заместитель Главного конструктора, кавалер ряда орденов) и ряд других специалистов. Выпускников принял главный инженер завода № 402 П. И. Смирнов, после чего они были распределены на работу в отделы и цеха. В цеха – помощниками мастеров и технологами. В отделы – конструкторами в конструкторский отдел, мастерами ОТК, помощниками строителей в отдел строителей.
В этот период полностью достроенных цехов на заводе № 402 ещё не было .

### Работа на заводе №402 НКСП
В. П. Воверис был оформлен на работу инженером-конструктором в корпусный сектор конструкторского отдела завода.
Весь персонал конструкторского отдела в тот момент составлял 80 человек, возглавлял отдел А. К. Фадеев. В отделе было 2 сектора: корпусный, который возглавлял выпускник ЛКИ 1940 года В. И. Вашанцев и механический, который возглавлял выпускник ЛКИ 1939 года М. Г. Горшков.
С первых дней войны работы по основному производству довоенного профиля завода №402 прекратились. Взамен этого появились срочные заказы для нужд фронта. В то время конструкторский отдел занимался проектированием ёмкостей для горючего как плавающих, так и стационарных, выпуском документации на ремонт повреждённых кораблей, разработкой документации на переоборудование судов (например, плавбазы «Память Кирова»), проектированием секций мостовых конструкций, понтонов и др. Нормальный рабочий день длился с 8 до 20 часов, иногда приходилось работать и сутками. Часть конструкторов переселилась на завод, чтобы не тратить время и силы, которых у голодных людей было немного, на дорогу и обогрев жилья.
Нередко конструктора, в том числе и В. П. Воверис, вставали к станкам в механических цехах, поскольку рабочих не хватало, а военные заказы необходимо было выполнить в срок.
В это же время, для ускорения работ по строительству ёмкостей для горючего группой специалистов завода №402, в том числе и В. П. Воверисом, в Архангельске были отобраны списанные сухогрузы («Буг», «Кулой», «Кристина» и др.), которые были переоборудованы в плавучие ёмкости для горючего.
После начала войны завод №402 приступил к обеспечению ремонта и восстановления кораблей РККФ, кораблей конвоя и судов союзников, доставлявших грузы по ленд-лизу. От оперативного выполнения судоремонтных работ на кораблях и судах иностранных государств зависел не только график важнейших поставок, но и международный престиж СССР. 
На этот, очень важный участок работы был переведён и молодой инженер В. П. Воверис, назначенный строителем заказов и работавший в данной должности до конца войны.
Значительная часть сотрудников завода №402 сражалась на фронтах Великой Отечественной войны. На предприятии сложилось бедственное положение с инженерно-техническим персоналом. Срочно потребовалось укрепить Молотовский судостроительный техникум преподавательскими кадрами – и в составе группы работников завода преподавателем спецдисциплин стал работать (по совместительству с основной работой) инженер В. П. Воверис.
После окончания войны В. П. Воверис работал в главном механическом цехе начальником планово-распределительного бюро (ПРБ).
В 1949 г. опытный инженер-производственник В. П. Воверис вновь переведён в конструкторский отдел на должность ведущего конструктора, затем был назначен начальником бюро конструкторского отдела.
В этот период В. П. Воверис выполнял работы по сопровождению строительства эсминцев.
Принял активное участие в постройке важного правительственного заказа – строительстве железнодорожных паромов проекта 723, предназначенных для обеспечения работы железной дороги «Игарка-Салехард». Всего по заказу Главного управления лагерей железнодорожного строительства завод №402 за два года построил четыре парома для транспортировки составов через Обь и Енисей. Данные паромы были уникальными для завода №402 того времени в части подъёмного устройства и важным правительственным заказом, который был выполнен точно в срок и с высоким качеством . После успешных ходовых испытаний в заключительной части приемного акта комиссия по приемке внесла очень важную для историков строку: «Самоходный паром «Надым» является первым паромом с отечественными дизель-электрическими гребными установками и всеми вспомогательными агрегатами» . За создание паромов группа сотрудников завода в составе ведущего конструктора конструкторского отдела Виктора Павловича Вовериса, начальника трубозаготовительного цеха Евгения Васильевича Нестерова, начальника участка стапельного цеха Андрея Пантелеевича Махинина удостоена Сталинской премии III степени за 1952 год за работу в области машиностроения.

### Участие в создании первойАПЛК-3 «Ленинский комсомол»
В апреле 1954 года, после начала проектирования и подготовки к строительству первой атомной подводной лодки К-3 на заводе №402 был создан отдел №4 . Под этим названием скрывалось специальное конструкторско-технологическое бюро, основной задачей которого стало сопровождение строительства заказа с заводским №254 - первой в СССР АПЛ К-3 «Ленинский комсомол», а также последующих серийных АПЛ проекта 627А. Начальником 4 отдела был назначен Главный технолог завода №402 Василий Николаевич Козлов, его заместителями стали Николай Фёдорович Березницкий и Виктор Павлович Воверис . Необходимо подчеркнуть, что опытные специалисты В. Н. Козлов и Н. Ф. Березницкий были технологами (хотя до назначения на пост главного технолога завода №402 В. Н. Козлов некоторое время возглавлял конструкторский отдел) и сосредоточились на технологии постройки АПЛ, поэтому В. П. Воверис был назначен ответственным за конструкторскую часть и сопровождение постройки первой АПЛ, включая главную энергетическую установку, систему электроснабжения и вооружение.
В 4 отделе 40-летний В. П. Воверис считался «стариком». Начальникам бюро отдела было по 30 лет, средний возраст конструкторов составлял 25-26 лет.
4 отдел был создан по соображениям секретности, а круг инженерно-технических работников, привлекавшихся к постройке заказа заводской №254, был строго ограничен (конструкторов было около 30 человек). На этом сложном посту, в условиях строжайшей секретности В. П. Воверис обеспечил необходимое и действенное взаимодействие служб завода с проектантом корабля – СКБ-143 (ныне ОАО СПМБМ «Малахит»), реактора («Специальный институт», он же НИИ-8, ныне АО «НИКИЭТ» имени Н. А. Доллежаля), парогенераторов (СКБК Балтийского завода), другими проектными коллективами и поставщиками оборудования, решение технических вопросов инженерное и конструкторское сопровождение постройки принципиально новой атомной подводной лодки, разработку и выдачу в цеха рабочей конструкторской документации.

### Работа главным конструкторомСевмашпредприятия
В январе 1961 году директор Севмашпредприятия Е. П. Егоров, по достоинству оценивший деловые качества и технические знания опытного конструктора В. П. Вовериса назначил его на должность начальника конструкторского отдела – Главного конструктора Севмашпредприятия. 4 отдел был ликвидирован, его функции разделены между конструкторским отделом (начальник - В. П. Воверис) и отделом Главного технолога (начальник - С. В. Слесаревич).
В это время завод переходил к серийному строительству АПЛ проектов 627А, 658, 675, чуть позже началась подготовка к строительству АПЛ II поколения. Все это требовало значительных усилий конструкторского отдела по обеспечению цехов документацией, выпуску рабочих чертежей, взаимодействию с ЦКБ-проектантами и НИИ отрасли.
На годы работы В. П. Вовериса в должности Главного конструктора пришёлся, по меткому выражению академика С. Н. Ковалёва, «золотой век атомного подводного кораблестроения». В этот период Севмашпредприятие построило и передало в эксплуатацию флоту первую АПЛ с жидкометаллическим теплоносителем реактора, АПЛ с корпусом из титановых сплавов проекта 661 «Анчар», серию АПЛ стратегического назначения проектов 667А, 667Б, 667БД, 667БДР. Все эти работы сопровождались конструкторским отделом, который был на передовой во взаимоотношениях между производственниками и проектантами.
На посту Главного конструктора В. П. Воверис провел реорганизацию конструкторского отдела, позволившую комплексно решать вопросы сопровождения работ по строительству АПЛ. Созданная им структура с некоторыми изменения по настоящее время используется в Проектно-конструкторском бюро ОАО ПО «Севмаш» . За годы руководства конструкторским отделом В. П. Воверис значительно поднял авторитет конструкторов на Севмашпредприятии, в Министерстве судостроительной промышленности, в ЦКБ-проектантах и у предприятий-смежников.
Продолжительный период времени В. П. Воверис работал с выдающимися учёными, инженерами и академиками А. П. Александровым, Н. А. Доллежалем, И. В. Горыниным, Н. Н. Исаниным, Г. И. Капыриным, С. Н. Ковалёвым, С. П. Королёвым, В. П. Макеевым, Н. А. Семихатовым, И. Д. Спасским, В. П. Челомеем, главными конструкторами В. Н. Перегудовым, Н. Ф. Шульженко, Г. А. Гасановым, производственниками С. А. Боголюбовым, Г. К. Воликом, Е. П. Егоровым, В. И. Вашанцевым, И. М. Савченко, С. В. Слесаревичем, П. В. Гололобовым, А. В. Рынковичем, А. И. Макаренко и многими другими специалистами, связанными с кораблестроением, высшими офицерами ВМФ СССР, например - Главкомом ВМФ Адмиралом Флота Советского Союза С. Г. Горшковым и другими, государственными деятелями - Министром судостроительной промышленности СССР Б. Е. Бутома и другими, и пользовался в их кругу уважением и заслуженным авторитетом.
В конструкторском отделе Севмашпредприятия при В. П. Воверисе сформировался сильный коллектив, успешно решавший сложнейшие задачи практического кораблестроения и сформировавший конструкторскую школу и инженерные традиции Севмашпредприятия. Долгие годы заместителем Главного конструктора работал Павел Михайлович Гром (1912–1976) – выдающийся кораблестроитель и одарённый конструктор. В разные годы заместителями В. П. Вовериса работали известные в отрасли специалисты В. К. Аранович, А. И. Катков, О. Н. Сафотеров, М. Я. Лауфер и другие.
В коллективе отдела под руководством В. П. Вовериса долгие годы трудился инженер-кораблестроитель, историк, публицист и краевед Л. Г. Шмигельский.
Как ведущий специалист и руководитель В. П. Воверис внес большой вклад в освоение производства АПЛ 1-го и 2-го поколений. Много внимания уделял воспитанию квалифицированных кадров конструкторов, руководителей бюро и отделов, обеспечению творческого сотрудничества и деловых взаимоотношений с центральными проектными организациями, цехами и службами предприятия.
В апреле 1975 года В. П. Воверис по собственному желанию покинул пост Главного конструктора и перевёлся на должность инженера-конструктора 1 категории Конструкторского отдела Севмашпредприятия.
В январе 1979 года вышел на заслуженный отдых и по семейным обстоятельствам переехал на постоянное место жительства в Ленинград.
Скончался 11 июля 1996 года в Санкт-Петербурге, похоронен на Южном кладбище.

### Награды
Лауреат Сталинской премии III степени за 1952 год за работу в области машиностроения (создание паромов проекта 723).
За участие в создании первой атомной подводной лодки К-3 «Ленинский комсомол» награждён Орденом Ленина (1959).
За большой вклад в создание уникальной АПЛ проекта 645ЖМТ в 1963 году награждён орденом Трудового Красного Знамени.
За большой вклад в создание не имеющей аналогов в мировом кораблестроении АПЛ проекта 661 «Анчар» и головной АПЛ проекта 667А в 1970 году награждён вторым орденом Трудового Красного Знамени.
Также награждён медалью «За трудовое отличие», другими наградами.

### Семья
Супруга (с 1950 года и до конца жизни) – Воверис (Матвеева) Нина Петровна (1927–2015), в 1946 году закончила Архангельский судостроительный техникум, с 1949 года работала на заводе №402 в конструкторском отделе, затем в Отделе Главного технолога.
Сын – Воверис Александр Викторович (1951–1988), кандидат технических наук, преподаватель ЛКИ.
Мать – Воверис Анна Васильевна, жила с семьей младшего сына, скончалась в 1961 году в Северодвинске.

### Интересные факты
- Под руководством В. П. Вовериса продуктивно работали и сохраняли с ним хорошие рабочие и человеческие отношения два его предшественника на посту Главного конструктора: П. М. Гром и А. И. Катков.
- Многие из сотрудников 4 отдела были выпускниками Молотовского судостроительного техникума, в котором ранее преподавал В. П. Воверис, и, таким образом, учитель и ученики снова встретились и стали работать вместе.
- По воспоминаниям ветеранов конструкторской службы завода, в период руководства В. П. Воверисом как 4 отделом, так и конструкторским отделом, авралы были редкостью и рассматривались как нонсенс благодаря четкой организации работ и опыту Главного конструктора.
- В 1952 году В. П. Воверис стал лауреатом Сталинской премии III степени за работу в области машиностроения (создание паромов проекта 723). Позже, по «политическим соображениям» эта премия стала именоваться Государственной премией СССР (и была приравнена к ней по статусу), и, таким образом, В. П. Воверис оказался лауреатом Государственной премии СССР.
- В том же 1952 году Сталинскую премию III степени за работу в области машиностроения получил тогда ещё малоизвестный конструктор Н. Ф. Макаров – за создание легендарного пистолета ПМ.
- После окончания войны, в конце 1940-х годов В. П. Воверис проживал в 3-х комнатной коммунальной квартире, занимая одну комнату. В двух других комнатах жили его однокашники И. Л. Камай и С. В. Слесаревич. Со временем В. П. Воверис стал лауреатом Сталинской премии, И. Л. Камай - лауреатом Ленинской премии, а С. В. Слесаревич - лауреатом Государственной премии СССР. Таким образом, жильцы отдельно взятой коммунальной квартиры "собрали" все высшие премии СССР.

### Адреса проживания в г. Северодвинске
До 1950 года – ул. Первомайская, дом 17.
В 1950–1979 гг. – ул. Первомайская, дом 23.